# Эрида (мифология)
Эри́да (др.-греч. Ἔρις — схватка, борьба, бой, ссора, спор, раздор, вражда, соперничество, состязание, у Гнедича — Распря, Вражда) — в древнегреческой мифологии богиня раздора и хаоса. Наиболее известный миф повествует о том, как она подкинула богиням «яблоко раздора» на свадебном пиру смертного Пелея и богини Фетиды.
Аналог в римской мифологии — Дискордия (лат. Discordia), сопутствующая Беллоне.

## Мифология
Дочь Эреба (Мрак) и Нюкты (Ночь), сестра Немезиды, Танатоса, Гипноса и прочих их детей. Также иногда называется сестрой бога войны Ареса. Сопровождая его, она возбуждает воинов и разжигает брань.
Эрида породила много человеческих несчастий (Гесиод в «Теогонии» упоминает 14 персонификаций), среди них: голод (Лимос), обиду (Ата), скорби, битвы, убийства, споры, тяжбы, беззаконие (Дисномия), но также и труд. Отсюда у Гесиода две Эриды: одна вызывает войны и вражду и нелюбима людьми, другая — благотворна и олицетворяет дух соревнования в труде.
Эрида стала причиной соперничества Афродиты, Афины и Геры, приведшего к Троянской войне. Разгневанная тем фактом, что Зевс не пригласил её на свадьбу царя Фессалии Пелея и нимфы Фетиды, на которой собрались все остальные боги и богини, Эрида подбросила им на стол золотое яблоко Гесперид с надписью «Прекраснейшей» (др.-греч. καλλίστῃ, от καλός — «прекрасный»). Яблоко породило спор между тремя богинями, ведь каждая считала самой прекрасной именно себя. За разрешением спора богини обратились к троянскому царевичу Парису (см. Суд Париса). Соблазненный обещаниями Афродиты дать ему в жёны прекраснейшую из женщин, Парис отдал яблоко ей. Афродита выполнила своё обещание и помогла Парису похитить Елену Прекрасную, жену спартанского царя Менелая, что привело к войне между Троей и ахейцами, связанными с Менелаем клятвой взаимной дружбы. В течение войны богини продолжали враждовать, помогая каждая одной из противоборствующих сторон.

## В культуре и искусстве
Действующее лицо сатировской драмы Софокла «Эрида» (фр. 199 Радт).
Изображена на ларце Кипсела между Гектором и Эантом.
В честь богини Эриды названа карликовая планета Эрида.
Эрида — одно из действующих лиц в мультфильме «Синдбад: Легенда семи морей». По сюжету богиня раздора и хаоса похищает из города Сиракузы Книгу Мира — священную реликвию, подставив при этом Синдбада.
В сериалах «Удивительные странствия Геракла», «Зена - королева воинов» и «Молодость Геракла» роль Эриды (имя было заменено на Дисгармония) исполнила новозеландская актриса Меган Десмонд.